# Caringbah, New South Wales

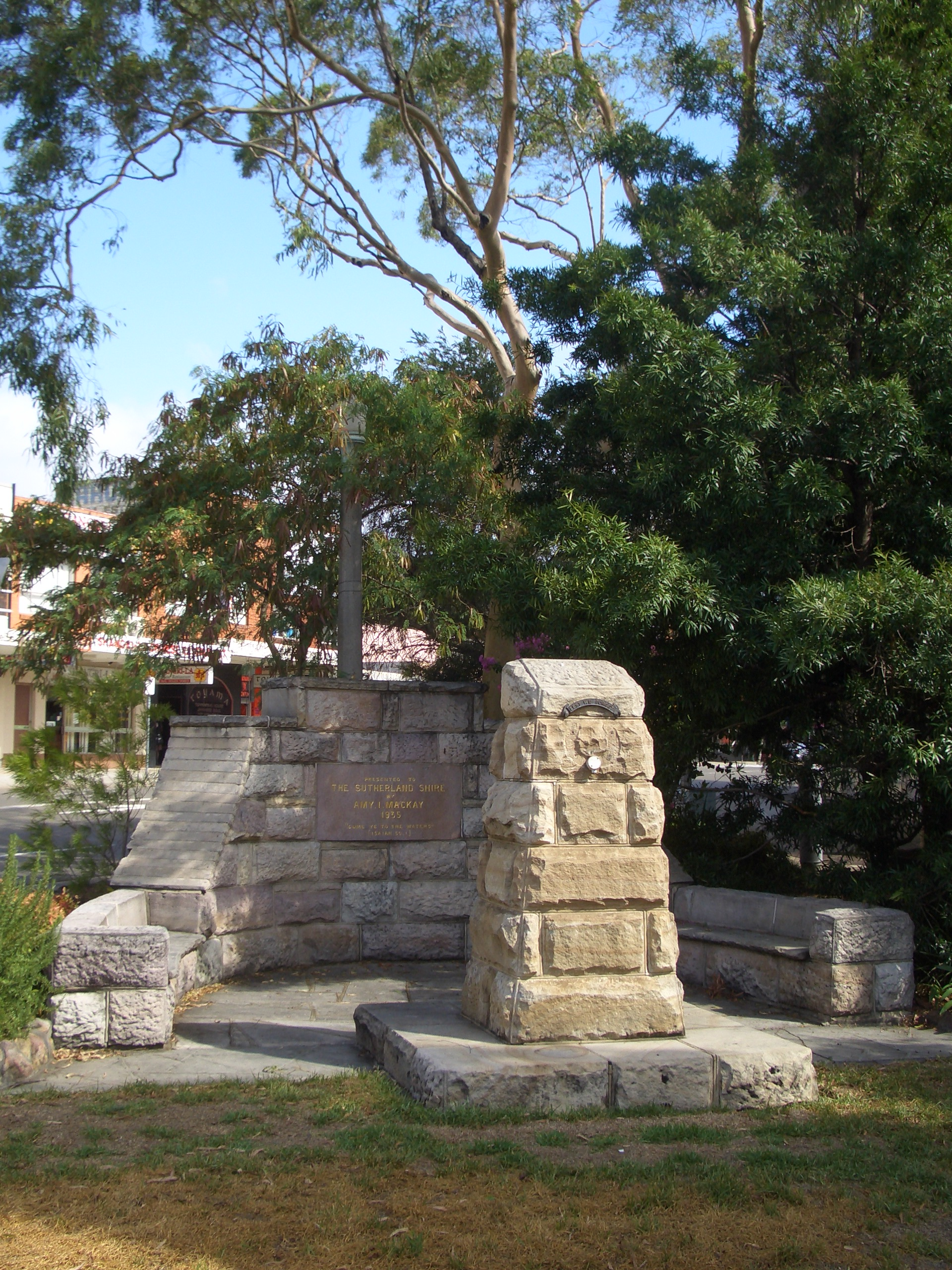
Caringbah memorial

Caringbah este o suburbie în Sydney, Australia.